# Liga Mistrzów w piłce siatkowej (2012/2013)
Liga Mistrzów siatkarzy 2012/2013 (oficjalna nazwa: 2012/2013 CEV Volleyball Champions League) – 13. sezon Ligi Mistrzów rozgrywanej od 2000 roku (53. turniej ogólnie, wliczając Puchar Europy Mistrzów Krajowych), organizowanej przez Europejską Konfederację Piłki Siatkowej (CEV) w ramach europejskich pucharów dla 28 męskich klubowych zespołów siatkarskich "starego kontynentu".

## System rozgrywek
Liga Mistrzów siatkarzy w sezonie 2012/2013 składała się z trzech rund: fazy grupowej, fazy play-off oraz Final Four.
- Faza grupowa: 28 drużyn podzielono na 7 grup. W poszczególnych grupach każda drużyna rozgrywa mecz i rewanż z pozostałymi.
- Faza play-off: składała się z rundy dwunastu i rundy sześciu. W rundzie dwunastu zespoły zostały podzielone na 6 par, tworząc drabinkę rozgrywek. Poszczególne pary rozgrywały dwumecz. O awansie decydowały kolejno: liczba wygranych spotkań, zwycięstwo w złotym secie granym do 15 punktów. Zwycięzcy awansowali do rundy sześciu, gdzie obowiązywały te same zasady co w poprzedniej rundzie.
- Final Four: uczestniczyli w nim gospodarz oraz zwycięzcy poszczególnych par z rundy sześciu. Final Four składało się z półfinałów, meczu o 3. miejsce oraz finału.

## Drużyny uczestniczące

### Podział miejsc w rozgrywkach
W sezonie 2012/2013 Ligi Mistrzów weźmie udział 28 zespołów z 15 federacji siatkarskich zrzeszonych w CEV. Liczba drużyn uczestniczących w Lidze Mistrzów ustalona została na podstawie rankingu CEV dla europejskich rozgrywek klubowych.
Liczba zespołów kwalifikujących się do Ligi Mistrzów w sezonie 2012/2013:
- 3 drużyny z federacji zajmującej miejsce 1 w rankingu,
- 2 drużyny z każdej z federacji zajmujących miejsca 2–7 w rankingu,
- 1 drużyna z każdej z federacji zajmujących miejsca 8–14 w rankingu,
- 2 dzikie karty przyznawane przez CEV.

Europejska Konfederacja Piłki Siatkowej postanowiła przyznać cztery dodatkowe dzikie karty, zwiększając liczbę uczestników do 28.
Prawo udziału w rozgrywkach można było uzyskać poprzez:
- zajęcie odpowiedniego miejsca w rozgrywkach ligowych,
- zdobycie pucharu kraju.

Każda federacja miała prawo wyboru jednej z trzech opcji, aby wyłonić uczestników rozgrywek.
| Ranking | Federacje                                                           | Opcja | Rozkład drużyn | Rozkład drużyn     | Rozkład drużyn     | Uwagi                                                                                                  |
| ------- | ------------------------------------------------------------------- | ----- | -------------- | ------------------ | ------------------ | --- |
| 1       | Włochy                                                              | A     | mistrz kraju   | następny najlepszy | następny najlepszy | |
| 1       | Włochy                                                              | B     | mistrz kraju   | następny najlepszy | następny najlepszy | jeśli mistrz lub wicemistrz kraju jest również zdobywcą pucharu kraju                                  |
| 1       | Włochy                                                              | C     | mistrz kraju   | następny najlepszy | zdobywca pucharu   | jeśli zdobywca pucharu zajął miejsce w lidze nieupoważniające do gry w Lidze Mistrzów (tj. 4 i niższe) |
| 2-7     | Grecja • Rosja • Polska • Belgia • Turcja • Francja                 | A     | mistrz kraju   | następny najlepszy |                    | |
| 2-7     | Grecja • Rosja • Polska • Belgia • Turcja • Francja                 | B     | mistrz kraju   | następny najlepszy |                    | jeśli mistrz lub wicemistrz kraju jest również zdobywcą pucharu kraju                                  |
| 2-7     | Grecja • Rosja • Polska • Belgia • Turcja • Francja                 | C     | mistrz kraju   | zdobywca pucharu   |                    | jeśli zdobywca pucharu zajął miejsce w lidze nieupoważniające do gry w Lidze Mistrzów (tj. 3 i niższe) |
| 8-14    | Niemcy • Austria • Hiszpania • Słowenia • Serbia • Rumunia • Czechy | A     | mistrz kraju   |                    |                    | |

### Ranking CEV
| Ranking                                                                                  | Państwo      | Punkty       |   |
| ---------------------------------------------------------------------------------------- | ------------ | ------------ | - |
| 1                                                                                        | Włochy       | 503,66       | 3 |
| 2                                                                                        | Grecja       | 349,66       | 2 |
| 3                                                                                        | Rosja        | 345,99       | 2 |
| 4                                                                                        | Polska       | 340,67       | 2 |
| 5                                                                                        | Belgia       | 307,33       | 2 |
| 6                                                                                        | Turcja       | 307,00       | 2 |
| 7                                                                                        | Francja      | 304,01       | 2 |
| 8                                                                                        | Niemcy       | 279,33       | 1 |
| 9                                                                                        | Austria      | 269,00       | 1 |
| 10                                                                                       | Hiszpania    | 263,67       | 1 |
| 11                                                                                       | Słowenia     | 244,33       | 1 |
| 12                                                                                       | Serbia       | 199,00       | 1 |
| 13                                                                                       | Rumunia      | 163,00       | 1 |
| 14                                                                                       | Czechy       | 161,00       | 1 |
| Dzikie karty                                                                             | Dzikie karty | Dzikie karty | 2 |
| Oznaczenia: - kolumna czwarta – liczba drużyn możliwych do wystawienia w Lidze Mistrzów. |              |              |   |

### Uczestnicy
Oficjalna lista drużyn biorących udział w Lidze Mistrzów ogłoszona została 21 maja 2012 roku. Do rozgrywek swoich reprezentantów nie wystawił Grecki Związek Piłki Siatkowej. Europejska Konfederacja Piłki Siatkowej (CEV) postanowiła dodatkowo zwiększyć liczbę uczestników do 28, z tego względu przyznała łącznie osiem dzikich kart.
| Państwo      | Drużyna                            |
| ------------ | ---------------------------------- |
| Austria      | Hypo Tirol Volleyballteam (L1)     |
| Belgia       | Noliko Maaseik (L1 + P1)           |
| Belgia       | VC Euphony Asse-Lennik (L2)        |
| Czechy       | VK Jihostroj České Budějovice (L1) |
| Francja      | Tours VB (L1)                      |
| Francja      | Arago de Sète (L3)                 |
| Hiszpania    | CAI Voleibol Teruel (L1 + P1)      |
| Niemcy       | Berlin Recycling Volleys (L1)      |
| Polska       | Asseco Resovia Rzeszów (L1)        |
| Polska       | PGE Skra Bełchatów (L2 + P1)       |
| Rosja        | Zenit Kazań (L1)                   |
| Rosja        | Lokomotiw Nowosybirsk (L4 + P1)    |
| Rumunia      | Remat Zalău (L1 + P1)              |
| Serbia       | Crvena zvezda Belgrad (L1)         |
| Słowenia     | ACH Volley Lublana (L1 + P1)       |
| Turcja       | Fenerbahçe Grundig (L1 + P1)       |
| Turcja       | Arkas Spor Izmir (L2)              |
| Włochy       | Lube Banca Marche Macerata (L1)    |
| Włochy       | Itas Diatec Trentino (L2 + P1)     |
| Włochy       | Bre Banca Lannutti Cuneo (L3)      |
| Dzikie karty |                                    |
| Belgia       | Knack Roeselare (L4)               |
| Bułgaria     | Marek Junion-Iwkoni Dupnica (L1)   |
| Czarnogóra   | Budvanska Rivijera Budva (L1 + P1) |
| Niemcy       | Generali Haching (L2)              |
| Niemcy       | VfB Friedrichshafen (L3 + P1)      |
| Polska       | ZAKSA Kędzierzyn-Koźle (L3)        |
| Rosja        | Dinamo Moskwa (L2)                 |
| Rumunia      | Tomis Konstanca (L2)               |

## Losowanie grup
Losowanie grup odbyło się 29 czerwca 2012 roku w Wiedniu w trakcie Gali Europejskiej Siatkówki. Drużyny podzielone zostały na cztery koszyki.
| Koszyk 1 | Koszyk 2 | Koszyk 3 | Koszyk 4 |
| --- | --- | --- | --- |
| - Lube Banca Marche Macerata - Itas Diatec Trentino - Zenit Kazań - Lokomotiw Nowosybirsk - Asseco Resovia Rzeszów - PGE Skra Bełchatów - Noliko Maaseik | - VC Euphony Asse-Lennik - Fenerbahçe Grundig - Arkas Spor Izmir - Tours VB - Arago de Sète - Berlin Recycling Volleys - VfB Friedrichshafen | - Hypo Tirol Volleyballteam - CAI Voleibol Teruel - ACH Volley Lublana - Crvena zvezda Belgrad - Remat Zalău - Tomis Konstanca - VK Jihostroj České Budějovice | - Bre Banca Lannutti Cuneo - Dinamo Moskwa - ZAKSA Kędzierzyn-Koźle - Knack Roeselare - Generali Haching - Marek Junion-Iwkoni Dupnica - Budvanska Rivijera Budva |

## Rozgrywki

### Faza grupowa
awans do fazy play-off
     relegacja do Pucharu CEV
     gospodarz turnieju finałowego

#### Grupa A
Tabela
| Lp. | Drużyna                   | Pkt | Mecze | Mecze   | Mecze   | Sety | Sety | Sety  | Małe punkty | Małe punkty | Małe punkty |
| Lp. | Drużyna                   | Pkt | M     | W (3:2) | P (2:3) | wyg. | prz. | ratio | zdob.       | str.        | ratio       |
| --- | ------------------------- | --- | ----- | ------- | ------- | ---- | ---- | ----- | ----------- | ----------- | ----------- |
| 1   | Zenit Kazań               | 18  | 6     | 6 (0)   | 0 (0)   | 18   | 0    | MAX   | 462         | 352         | 1.313       |
| 2   | Knack Roeselare           | 9   | 6     | 3 (1)   | 3 (1)   | 11   | 12   | 0.917 | 496         | 499         | 0.994       |
| 3   | VfB Friedrichshafen       | 5   | 6     | 2 (2)   | 4 (1)   | 9    | 16   | 0.563 | 511         | 557         | 0.917       |
| 4   | Hypo Tirol Volleyballteam | 4   | 6     | 1 (1)   | 5 (2)   | 7    | 17   | 0.412 | 477         | 538         | 0.887       |

Źródło: cev.lu
Punktacja: 3:0 i 3:1 – 3 pkt; 3:2 – 2 pkt; 2:3 – 1 pkt; 1:3 i 0:3 – 0 pkt
Zasady ustalania kolejności: 1. liczba punktów; 2. stosunek setów; 3. stosunek małych punktów; 4. bilans w bezpośrednich meczach
Wyniki spotkań
| Data       | Godz. | Drużyna 1                 | Wynik | Drużyna 2                 | 1     | 2     | 3     | 4     | 5     | Widzów | *  |
| ---------- | ----- | ------------------------- | ----- | ------------------------- | ----- | ----- | ----- | ----- | ----- | ------ | -- |
| 24.10.2012 | 19:00 | Zenit Kazań               | 3:0   | Knack Roeselare           | 25:22 | 25:18 | 25:22 |       |       | 2900   | 1  |
| 24.10.2012 | 20:25 | Hypo Tirol Volleyballteam | 2:3   | VfB Friedrichshafen       | 25:19 | 25:16 | 20:25 | 23:25 | 9:15  | 1100   | 2  |
|            |       |                           |       |                           |       |       |       |       |       |        |    |
| 31.10.2012 | 20:30 | VfB Friedrichshafen       | 0:3   | Zenit Kazań               | 17:25 | 21:25 | 22:25 |       |       | 3100   | 3  |
| 31.10.2012 | 20:30 | Knack Roeselare           | 3:0   | Hypo Tirol Volleyballteam | 25:22 | 25:12 | 25:14 |       |       | 1500   | 4  |
|            |       |                           |       |                           |       |       |       |       |       |        |    |
| 14.11.2012 | 19:00 | Zenit Kazań               | 3:0   | Hypo Tirol Volleyballteam | 25:10 | 25:16 | 34:32 |       |       | 3000   | 5  |
| 14.11.2012 | 20:30 | Knack Roeselare           | 3:1   | VfB Friedrichshafen       | 26:24 | 22:25 | 25:20 | 25:23 |       | 1550   | 6  |
|            |       |                           |       |                           |       |       |       |       |       |        |    |
| 21.11.2012 | 20:30 | VfB Friedrichshafen       | 3:2   | Knack Roeselare           | 15:25 | 20:25 | 25:18 | 25:22 | 16:14 | 2600   | 7  |
| 21.11.2012 | 20:25 | Hypo Tirol Volleyballteam | 0:3   | Zenit Kazań               | 23:25 | 21:25 | 17:25 |       |       | 1050   | 8  |
|            |       |                           |       |                           |       |       |       |       |       |        |    |
| 05.12.2012 | 20:25 | Hypo Tirol Volleyballteam | 2:3   | Knack Roeselare           | 23:25 | 25:17 | 25:18 | 21:25 | 11:15 | 825    | 9  |
| 05.12.2012 | 20:00 | Zenit Kazań               | 3:0   | VfB Friedrichshafen       | 25:20 | 25:17 | 25:17 |       |       | 3000   | 10 |
|            |       |                           |       |                           |       |       |       |       |       |        |    |
| 12.12.2012 | 20:30 | VfB Friedrichshafen       | 2:3   | Hypo Tirol Volleyballteam | 20:25 | 22:25 | 25:21 | 25:17 | 12:15 | 1500   | 11 |
| 12.12.2012 | 20:30 | Knack Roeselare           | 0:3   | Zenit Kazań               | 17:25 | 14:25 | 26:28 |       |       | 1887   | 12 |

#### Grupa B
Tabela
| Lp. | Drużyna                       | Pkt | Mecze | Mecze   | Mecze   | Sety | Sety | Sety  | Małe punkty | Małe punkty | Małe punkty |
| Lp. | Drużyna                       | Pkt | M     | W (3:2) | P (2:3) | wyg. | prz. | ratio | zdob.       | str.        | ratio       |
| --- | ----------------------------- | --- | ----- | ------- | ------- | ---- | ---- | ----- | ----------- | ----------- | ----------- |
| 1   | Lokomotiw Nowosybirsk         | 15  | 6     | 5 (0)   | 1 (0)   | 16   | 5    | 3.200 | 510         | 460         | 1.109       |
| 2   | Berlin Recycling Volleys      | 11  | 6     | 4 (1)   | 2 (0)   | 14   | 10   | 1.400 | 462         | 424         | 1.090       |
| 3   | VK Jihostroj České Budějovice | 7   | 6     | 2 (0)   | 4 (1)   | 9    | 13   | 0.692 | 488         | 507         | 0.963       |
| 4   | Budvanska Rivijera Budva      | 3   | 6     | 1 (1)   | 5 (1)   | 6    | 17   | 0.353 | 473         | 534         | 0.886       |

Źródło: cev.lu
Punktacja: 3:0 i 3:1 – 3 pkt; 3:2 – 2 pkt; 2:3 – 1 pkt; 1:3 i 0:3 – 0 pkt
Zasady ustalania kolejności: 1. liczba punktów; 2. stosunek setów; 3. stosunek małych punktów; 4. bilans w bezpośrednich meczach
Wyniki spotkań
| Data       | Godz. | Drużyna 1                     | Wynik | Drużyna 2                     | 1     | 2     | 3     | 4     | 5     | Widzów | *  |
| ---------- | ----- | ----------------------------- | ----- | ----------------------------- | ----- | ----- | ----- | ----- | ----- | ------ | -- |
| 25.10.2012 | 19:30 | Berlin Recycling Volleys      | 3:0   | VK Jihostroj České Budějovice | 27:25 | 25:22 | 25:20 |       |       | 3528   | 13 |
| 24.10.2012 | 18:00 | Budvanska Rivijera Budva      | 0:3   | Lokomotiw Nowosybirsk         | 18:25 | 24:26 | 23:25 |       |       | 700    | 14 |
|            |       |                               |       |                               |       |       |       |       |       |        |    |
| 31.10.2012 | 19:00 | Lokomotiw Nowosybirsk         | 3:1   | Berlin Recycling Volleys      | 26:24 | 25:19 | 27:29 | 25:22 |       | 2200   | 15 |
| 30.10.2012 | 18:00 | VK Jihostroj České Budějovice | 3:0   | Budvanska Rivijera Budva      | 27:25 | 25:18 | 25:22 |       |       | 1900   | 16 |
|            |       |                               |       |                               |       |       |       |       |       |        |    |
| 13.11.2012 | 19:30 | Berlin Recycling Volleys      | 3:1   | Budvanska Rivijera Budva      | 25:16 | 20:25 | 25:19 | 25:13 |       | 3900   | 17 |
| 13.11.2012 | 18:00 | VK Jihostroj České Budějovice | 0:3   | Lokomotiw Nowosybirsk         | 21:25 | 17:25 | 18:25 |       |       | 2100   | 18 |
|            |       |                               |       |                               |       |       |       |       |       |        |    |
| 20.11.2012 | 19:00 | Lokomotiw Nowosybirsk         | 3:1   | VK Jihostroj České Budějovice | 25:19 | 23:25 | 29:27 | 25:20 |       | 1500   | 19 |
| 21.11.2012 | 18:00 | Budvanska Rivijera Budva      | 2:3   | Berlin Recycling Volleys      | 25:23 | 23:25 | 25:18 | 20:25 | 13:15 | 630    | 20 |
|            |       |                               |       |                               |       |       |       |       |       |        |    |
| 05.12.2012 | 18:00 | Budvanska Rivijera Budva      | 3:2   | VK Jihostroj České Budějovice | 25:21 | 22:25 | 25:23 | 13:25 | 15:7  | 600    | 21 |
| 04.12.2012 | 19:30 | Berlin Recycling Volleys      | 3:1   | Lokomotiw Nowosybirsk         | 15:25 | 25:12 | 25:19 | 25:19 |       | 4269   | 22 |
|            |       |                               |       |                               |       |       |       |       |       |        |    |
| 12.12.2012 | 19:00 | Lokomotiw Nowosybirsk         | 3:0   | Budvanska Rivijera Budva      | 25:22 | 25:15 | 29:27 |       |       | 1200   | 23 |
| 12.12.2012 | 18:00 | VK Jihostroj České Budějovice | 3:1   | Berlin Recycling Volleys      | 21:25 | 25:17 | 25:23 | 25:23 |       | 1800   | 24 |

#### Grupa C
Tabela
| Lp. | Drużyna                | Pkt | Mecze | Mecze   | Mecze   | Sety | Sety | Sety  | Małe punkty | Małe punkty | Małe punkty |
| Lp. | Drużyna                | Pkt | M     | W (3:2) | P (2:3) | wyg. | prz. | ratio | zdob.       | str.        | ratio       |
| --- | ---------------------- | --- | ----- | ------- | ------- | ---- | ---- | ----- | ----------- | ----------- | ----------- |
| 1   | Itas Diatec Trentino   | 18  | 6     | 6 (0)   | 0 (0)   | 18   | 2    | 9.000 | 490         | 411         | 1.192       |
| 2   | ZAKSA Kędzierzyn-Koźle | 12  | 6     | 4 (0)   | 2 (0)   | 13   | 7    | 1.857 | 477         | 421         | 1.133       |
| 3   | Tours VB               | 6   | 6     | 2 (0)   | 4 (0)   | 7    | 12   | 0.583 | 414         | 431         | 0.961       |
| 4   | Crvena zvezda Belgrad  | 0   | 6     | 0 (0)   | 6 (0)   | 1    | 18   | 0.056 | 355         | 473         | 0.751       |

Źródło: cev.lu
Punktacja: 3:0 i 3:1 – 3 pkt; 3:2 – 2 pkt; 2:3 – 1 pkt; 1:3 i 0:3 – 0 pkt
Zasady ustalania kolejności: 1. liczba punktów; 2. stosunek setów; 3. stosunek małych punktów; 4. bilans w bezpośrednich meczach
Wyniki spotkań
| Data       | Godz. | Drużyna 1              | Wynik | Drużyna 2              | 1     | 2     | 3     | 4     | 5 | Widzów | *  |
| ---------- | ----- | ---------------------- | ----- | ---------------------- | ----- | ----- | ----- | ----- | - | ------ | -- |
| 25.10.2012 | 20:30 | Itas Diatec Trentino   | 3:0   | Crvena zvezda Belgrad  | 25:18 | 25:17 | 25:20 |       |   | 2026   | 25 |
| 23.10.2012 | 18:00 | ZAKSA Kędzierzyn-Koźle | 3:0   | Tours VB               | 26:24 | 25:19 | 25:16 |       |   | 1100   | 26 |
|            |       |                        |       |                        |       |       |       |       |   |        |    |
| 01.11.2012 | 19:00 | Tours VB               | 0:3   | Itas Diatec Trentino   | 19:25 | 16:25 | 23:25 |       |   | 2900   | 27 |
| 30.10.2012 | 20:00 | Crvena zvezda Belgrad  | 0:3   | ZAKSA Kędzierzyn-Koźle | 18:25 | 15:25 | 19:25 |       |   | 1200   | 28 |
|            |       |                        |       |                        |       |       |       |       |   |        |    |
| 14.11.2012 | 20:30 | Itas Diatec Trentino   | 3:0   | ZAKSA Kędzierzyn-Koźle | 25:22 | 25:22 | 25:22 |       |   | 2050   | 29 |
| 13.11.2012 | 20:00 | Crvena zvezda Belgrad  | 0:3   | Tours VB               | 21:25 | 13:25 | 18:25 |       |   | 1000   | 30 |
|            |       |                        |       |                        |       |       |       |       |   |        |    |
| 22.11.2012 | 20:30 | Tours VB               | 3:0   | Crvena zvezda Belgrad  | 25:18 | 25:15 | 25:22 |       |   | 2500   | 31 |
| 21.11.2012 | 18:00 | ZAKSA Kędzierzyn-Koźle | 1:3   | Itas Diatec Trentino   | 24:26 | 15:25 | 25:16 | 23:25 |   | 2960   | 32 |
|            |       |                        |       |                        |       |       |       |       |   |        |    |
| 06.12.2012 | 18:00 | ZAKSA Kędzierzyn-Koźle | 3:0   | Crvena zvezda Belgrad  | 25:23 | 25:19 | 25:14 |       |   | 1100   | 33 |
| 05.12.2012 | 20:30 | Itas Diatec Trentino   | 3:0   | Tours VB               | 25:23 | 25:21 | 25:16 |       |   | 2075   | 34 |
|            |       |                        |       |                        |       |       |       |       |   |        |    |
| 12.12.2012 | 19:00 | Tours VB               | 1:3   | ZAKSA Kędzierzyn-Koźle | 23:25 | 18:25 | 23:25 | 21:25 |   | 2400   | 35 |
| 12.12.2012 | 20:00 | Crvena zvezda Belgrad  | 1:3   | Itas Diatec Trentino   | 18:25 | 19:25 | 25:23 | 23:25 |   | 1400   | 36 |

#### Grupa D
Tabela
| Lp. | Drużyna                    | Pkt | Mecze | Mecze   | Mecze   | Sety | Sety | Sety  | Małe punkty | Małe punkty | Małe punkty |
| Lp. | Drużyna                    | Pkt | M     | W (3:2) | P (2:3) | wyg. | prz. | ratio | zdob.       | str.        | ratio       |
| --- | -------------------------- | --- | ----- | ------- | ------- | ---- | ---- | ----- | ----------- | ----------- | ----------- |
| 1   | Lube Banca Marche Macerata | 15  | 6     | 5 (0)   | 1 (0)   | 16   | 3    | 5.333 | 461         | 374         | 1.233       |
| 2   | ACH Volley Lublana         | 13  | 6     | 4 (0)   | 2 (1)   | 14   | 8    | 1.750 | 509         | 463         | 1.099       |
| 3   | Generali Haching           | 8   | 6     | 3 (1)   | 3 (0)   | 10   | 13   | 0.769 | 517         | 538         | 0.961       |
| 4   | VC Euphony Asse-Lennik     | 0   | 6     | 0 (0)   | 6 (0)   | 2    | 18   | 0.111 | 380         | 492         | 0.772       |

Źródło: cev.lu
Punktacja: 3:0 i 3:1 – 3 pkt; 3:2 – 2 pkt; 2:3 – 1 pkt; 1:3 i 0:3 – 0 pkt
Zasady ustalania kolejności: 1. liczba punktów; 2. stosunek setów; 3. stosunek małych punktów; 4. bilans w bezpośrednich meczach
Wyniki spotkań
| Data       | Godz. | Drużyna 1                  | Wynik | Drużyna 2                  | 1     | 2     | 3     | 4     | 5     | Widzów | *  |
| ---------- | ----- | -------------------------- | ----- | -------------------------- | ----- | ----- | ----- | ----- | ----- | ------ | -- |
| 24.10.2012 | 20:30 | ACH Volley Lublana         | 2:3   | Generali Haching           | 25:19 | 22:25 | 23:25 | 25:19 | 15:17 | 3500   | 37 |
| 24.10.2012 | 20:30 | VC Euphony Asse-Lennik     | 0:3   | Lube Banca Marche Macerata | 17:25 | 22:25 | 22:25 |       |       | 1250   | 38 |
|            |       |                            |       |                            |       |       |       |       |       |        |    |
| 01.11.2012 | 18:00 | Lube Banca Marche Macerata | 3:0   | ACH Volley Lublana         | 26:24 | 25:13 | 25:15 |       |       | 2100   | 39 |
| 31.10.2012 | 19:30 | Generali Haching           | 3:1   | VC Euphony Asse-Lennik     | 23:25 | 25:23 | 25:21 | 25:19 |       | 1022   | 40 |
|            |       |                            |       |                            |       |       |       |       |       |        |    |
| 14.11.2012 | 20:30 | ACH Volley Lublana         | 3:0   | VC Euphony Asse-Lennik     | 25:19 | 25:15 | 25:15 |       |       | 4000   | 41 |
| 14.11.2012 | 19:30 | Generali Haching           | 0:3   | Lube Banca Marche Macerata | 20:25 | 24:26 | 19:25 |       |       | 1100   | 42 |
|            |       |                            |       |                            |       |       |       |       |       |        |    |
| 21.11.2012 | 20:30 | Lube Banca Marche Macerata | 3:0   | Generali Haching           | 25:23 | 25:15 | 25:20 |       |       | 1587   | 43 |
| 21.11.2012 | 20:30 | VC Euphony Asse-Lennik     | 0:3   | ACH Volley Lublana         | 14:25 | 19:25 | 17:25 |       |       | 1000   | 44 |
|            |       |                            |       |                            |       |       |       |       |       |        |    |
| 05.12.2012 | 20:30 | VC Euphony Asse-Lennik     | 1:3   | Generali Haching           | 21:25 | 19:25 | 25:18 | 24:26 |       | 650    | 45 |
| 05.12.2012 | 20:30 | ACH Volley Lublana         | 3:1   | Lube Banca Marche Macerata | 25:23 | 25:13 | 22:25 | 25:23 |       | 5500   | 46 |
|            |       |                            |       |                            |       |       |       |       |       |        |    |
| 12.12.2012 | 20:30 | Lube Banca Marche Macerata | 3:0   | VC Euphony Asse-Lennik     | 25:13 | 25:10 | 25:20 |       |       | 1532   | 47 |
| 12.12.2012 | 19:30 | Generali Haching           | 1:3   | ACH Volley Lublana         | 28:30 | 20:25 | 25:17 | 25:18 |       | 1112   | 48 |

#### Grupa E
Tabela
| Lp. | Drużyna            | Pkt | Mecze | Mecze   | Mecze   | Sety | Sety | Sety  | Małe punkty | Małe punkty | Małe punkty |
| Lp. | Drużyna            | Pkt | M     | W (3:2) | P (2:3) | wyg. | prz. | ratio | zdob.       | str.        | ratio       |
| --- | ------------------ | --- | ----- | ------- | ------- | ---- | ---- | ----- | ----------- | ----------- | ----------- |
| 1   | PGE Skra Bełchatów | 18  | 6     | 6 (0)   | 0 (0)   | 18   | 3    | 6.000 | 521         | 420         | 1.240       |
| 2   | Dinamo Moskwa      | 12  | 6     | 4 (0)   | 2 (0)   | 14   | 8    | 1.750 | 519         | 495         | 1.048       |
| 3   | Tomis Konstanca    | 4   | 6     | 1 (0)   | 5 (1)   | 5    | 15   | 0.333 | 414         | 473         | 0.875       |
| 4   | Fenerbahçe Grundig | 2   | 6     | 1 (1)   | 5 (0)   | 6    | 17   | 0.353 | 486         | 552         | 0.880       |

Źródło: cev.lu
Punktacja: 3:0 i 3:1 – 3 pkt; 3:2 – 2 pkt; 2:3 – 1 pkt; 1:3 i 0:3 – 0 pkt
Zasady ustalania kolejności: 1. liczba punktów; 2. stosunek setów; 3. stosunek małych punktów; 4. bilans w bezpośrednich meczach
Wyniki spotkań
| Data       | Godz. | Drużyna 1          | Wynik | Drużyna 2          | 1     | 2     | 3     | 4     | 5    | Widzów | *  |
| ---------- | ----- | ------------------ | ----- | ------------------ | ----- | ----- | ----- | ----- | ---- | ------ | -- |
| 23.10.2012 | 19:00 | Dinamo Moskwa      | 3:0   | Tomis Konstanca    | 25:21 | 28:26 | 25:20 |       |      | 2000   | 49 |
| 24.10.2012 | 18:00 | PGE Skra Bełchatów | 3:0   | Fenerbahçe Grundig | 25:21 | 25:14 | 27:25 |       |      |        | 50 |
|            |       |                    |       |                    |       |       |       |       |      |        |    |
| 31.10.2012 | 20:00 | Fenerbahçe Grundig | 1:3   | Dinamo Moskwa      | 18:25 | 23:25 | 25:23 | 21:25 |      | 1115   | 51 |
| 01.11.2012 | 20:30 | Tomis Konstanca    | 0:3   | PGE Skra Bełchatów | 20:25 | 19:25 | 20:25 |       |      | 1800   | 52 |
|            |       |                    |       |                    |       |       |       |       |      |        |    |
| 14.11.2012 | 20:30 | PGE Skra Bełchatów | 3:1   | Dinamo Moskwa      | 25:21 | 25:16 | 19:25 | 25:18 |      | 12180  | 53 |
| 15.11.2012 | 20:30 | Tomis Konstanca    | 3:0   | Fenerbahçe Grundig | 25:18 | 25:23 | 25:20 |       |      | 1950   | 54 |
|            |       |                    |       |                    |       |       |       |       |      |        |    |
| 21.11.2012 | 20:00 | Fenerbahçe Grundig | 3:2   | Tomis Konstanca    | 25:18 | 24:26 | 25:23 | 20:25 | 15:8 | 1217   | 55 |
| 22.11.2012 | 19:00 | Dinamo Moskwa      | 1:3   | PGE Skra Bełchatów | 16:25 | 25:22 | 25:27 | 21:25 |      | 2000   | 56 |
|            |       |                    |       |                    |       |       |       |       |      |        |    |
| 05.12.2012 | 20:30 | PGE Skra Bełchatów | 3:0   | Tomis Konstanca    | 25:23 | 25:21 | 25:11 |       |      |        | 57 |
| 05.12.2012 | 18:00 | Dinamo Moskwa      | 3:1   | Fenerbahçe Grundig | 24:26 | 25:23 | 27:25 | 25:16 |      | 2400   | 58 |
|            |       |                    |       |                    |       |       |       |       |      |        |    |
| 12.12.2012 | 19:30 | Fenerbahçe Grundig | 1:3   | PGE Skra Bełchatów | 28:26 | 17:25 | 17:25 | 17:25 |      | 500    | 59 |
| 12.12.2012 | 20:30 | Tomis Konstanca    | 0:3   | Dinamo Moskwa      | 18:25 | 22:25 | 18:25 |       |      | 1000   | 60 |

#### Grupa F
Tabela
| Lp. | Drużyna                     | Pkt | Mecze | Mecze   | Mecze   | Sety | Sety | Sety  | Małe punkty | Małe punkty | Małe punkty |
| Lp. | Drużyna                     | Pkt | M     | W (3:2) | P (2:3) | wyg. | prz. | ratio | zdob.       | str.        | ratio       |
| --- | --------------------------- | --- | ----- | ------- | ------- | ---- | ---- | ----- | ----------- | ----------- | ----------- |
| 1   | Noliko Maaseik              | 17  | 6     | 6 (1)   | 0 (0)   | 18   | 3    | 6.000 | 525         | 441         | 1.190       |
| 2   | Arkas Spor                  | 11  | 6     | 4 (2)   | 2 (1)   | 15   | 12   | 1.250 | 597         | 593         | 1.007       |
| 3   | Marek Junion-Iwkoni Dupnica | 5   | 6     | 1 (0)   | 5 (2)   | 8    | 16   | 0.500 | 516         | 564         | 0.915       |
| 4   | CAI Voleibol Teruel         | 3   | 6     | 1 (1)   | 5 (1)   | 7    | 17   | 0.412 | 526         | 566         | 0.929       |

Źródło: cev.lu
Punktacja: 3:0 i 3:1 – 3 pkt; 3:2 – 2 pkt; 2:3 – 1 pkt; 1:3 i 0:3 – 0 pkt
Zasady ustalania kolejności: 1. liczba punktów; 2. stosunek setów; 3. stosunek małych punktów; 4. bilans w bezpośrednich meczach
Wyniki spotkań
| Data       | Godz. | Drużyna 1                  | Wynik | Drużyna 2                   | 1     | 2     | 3     | 4     | 5     | Widzów | *  |
| ---------- | ----- | -------------------------- | ----- | --------------------------- | ----- | ----- | ----- | ----- | ----- | ------ | -- |
| 24.10.2012 | 19:00 | Arkas Spor Izmir           | 3:1   | Marek Junion-Iwkoni Dupnica | 25:13 | 25:19 | 16:25 | 25:23 |       | 1250   | 61 |
| 23.10.2012 | 20:30 | Noliko Maaseik             | 3:0   | CAI Voleibol Teruel         | 27:25 | 30:28 | 25:22 |       |       | 1600   | 62 |
|            |       |                            |       |                             |       |       |       |       |       |        |    |
| 31.10.2012 | 20:00 | CAI Voleibol Teruel        | 2:3   | Arkas Spor                  | 25:19 | 23:25 | 19:25 | 25:21 | 11:25 | 1300   | 63 |
| 31.10.2012 | 19:30 | Marek Union Ivkoni Dupnica | 0:3   | Noliko Maaseik              | 15:25 | 23:25 | 19:25 |       |       | 1400   | 64 |
|            |       |                            |       |                             |       |       |       |       |       |        |    |
| 13.11.2012 | 19:00 | Arkas Spor                 | 1:3   | Noliko Maaseik              | 25:22 | 16:25 | 25:27 | 17:25 |       | 1300   | 65 |
| 15.11.2012 | 19:30 | Marek Union Ivkoni Dupnica | 3:1   | CAI Voleibol Teruel         | 26:28 | 25:23 | 25:20 | 25:19 |       | 1000   | 66 |
|            |       |                            |       |                             |       |       |       |       |       |        |    |
| 21.11.2012 | 20:15 | CAI Voleibol Teruel        | 3:2   | Marek Union Ivkoni Dupnica  | 26:28 | 25:23 | 20:25 | 25:19 | 15:12 | 1200   | 67 |
| 20.11.2012 | 20:30 | Noliko Maaseik             | 3:2   | Arkas Spor                  | 21:25 | 25:23 | 25:18 | 26:28 | 15:13 | 2300   | 68 |
|            |       |                            |       |                             |       |       |       |       |       |        |    |
| 04.12.2012 | 20:30 | Noliko Maaseik             | 3:0   | Marek Union Ivkoni Dupnica  | 25:15 | 25:14 | 32:30 |       |       | 1500   | 69 |
| 04.12.2012 | 19:00 | Arkas Spor                 | 3:1   | CAI Voleibol Teruel         | 25:19 | 21:25 | 25:20 | 25:23 |       | 3000   | 70 |
|            |       |                            |       |                             |       |       |       |       |       |        |    |
| 12.12.2012 | 20:15 | CAI Voleibol Teruel        | 0:3   | Noliko Maaseik              | 16:25 | 22:25 | 22:25 |       |       | 1100   | 71 |
| 12.12.2012 | 18:00 | Marek Union Ivkoni Dupnica | 2:3   | Arkas Spor                  | 26:24 | 26:28 | 25:23 | 23:25 | 12:15 | 1180   | 72 |

#### Grupa G
Tabela
| Lp. | Drużyna                  | Pkt | Mecze | Mecze   | Mecze   | Sety | Sety | Sety  | Małe punkty | Małe punkty | Małe punkty |
| Lp. | Drużyna                  | Pkt | M     | W (3:2) | P (2:3) | wyg. | prz. | ratio | zdob.       | str.        | ratio       |
| --- | ------------------------ | --- | ----- | ------- | ------- | ---- | ---- | ----- | ----------- | ----------- | ----------- |
| 1   | Bre Banca Lannutti Cuneo | 18  | 6     | 6 (0)   | 0 (0)   | 18   | 2    | 9.000 | 504         | 414         | 1.217       |
| 2   | Asseco Resovia Rzeszów   | 12  | 6     | 4 (0)   | 2 (0)   | 13   | 7    | 1.857 | 464         | 442         | 1.050       |
| 3   | Arago de Sète            | 5   | 6     | 2 (1)   | 4 (0)   | 7    | 14   | 0.500 | 439         | 474         | 0.926       |
| 4   | Remat Zalău              | 1   | 6     | 0 (0)   | 6 (1)   | 3    | 18   | 0.167 | 440         | 517         | 0.851       |

Źródło: cev.lu
Punktacja: 3:0 i 3:1 – 3 pkt; 3:2 – 2 pkt; 2:3 – 1 pkt; 1:3 i 0:3 – 0 pkt
Zasady ustalania kolejności: 1. liczba punktów; 2. stosunek setów; 3. stosunek małych punktów; 4. bilans w bezpośrednich meczach
Wyniki spotkań
| Data       | Godz. | Drużyna 1                | Wynik | Drużyna 2                | 1     | 2     | 3     | 4     | 5     | Widzów | *  |
| ---------- | ----- | ------------------------ | ----- | ------------------------ | ----- | ----- | ----- | ----- | ----- | ------ | -- |
| 25.10.2012 | 20:30 | Arago de Sète            | 1:3   | Asseco Resovia           | 23:25 | 22:25 | 25:13 |       | 19:25 | 2000   | 73 |
| 23.10.2012 | 19:00 | Remat Zalău              | 0:3   | Bre Banca Lannutti Cuneo | 30:32 | 20:25 | 18:25 |       |       | 600    | 74 |
|            |       |                          |       |                          |       |       |       |       |       |        |    |
| 31.10.2012 | 20:30 | Bre Banca Lannutti Cuneo | 3:0   | Arago de Sète            | 25:17 | 25:23 | 25:23 |       |       | 1075   | 75 |
| 31.10.2012 | 20:30 | Asseco Resovia           | 3:0   | Remat Zalău              | 25:17 | 25:23 | 25:21 |       |       | 3800   | 76 |
|            |       |                          |       |                          |       |       |       |       |       |        |    |
| 15.11.2012 | 20:30 | Arago de Sète            | 3:0   | Remat Zalău              | 25:19 | 25:19 | 25:22 |       |       | 1100   | 77 |
| 14.11.2012 | 18:00 | Asseco Resovia           | 0:3   | Bre Banca Lannutti Cuneo | 18:25 | 23:25 | 20:25 |       |       | 4500   | 78 |
|            |       |                          |       |                          |       |       |       |       |       |        |    |
| 20.11.2012 | 20:30 | Bre Banca Lannutti Cuneo | 3:1   | Asseco Resovia           | 25:19 | 14:25 | 25:16 | 29:27 |       | 1120   | 79 |
| 21.11.2012 | 19:00 | Remat Zalău              | 2:3   | Arago de Sète            | 18:25 | 25:23 | 22:25 | 25:16 | 10:15 | 1200   | 80 |
|            |       |                          |       |                          |       |       |       |       |       |        |    |
| 05.12.2012 | 19:00 | Remat Zalău              | 0:3   | Asseco Resovia           | 24:26 | 24:26 | 22:25 |       |       | 1000   | 81 |
| 06.12.2012 | 20:30 | Arago de Sète            | 0:3   | Bre Banca Lannutti Cuneo | 16:25 | 22:25 | 16:25 |       |       | 2000   | 82 |
|            |       |                          |       |                          |       |       |       |       |       |        |    |
| 12.12.2012 | 20:30 | Bre Banca Lannutti Cuneo | 3:1   | Remat Zalău              | 29:31 | 25:20 | 25:12 | 25:18 |       | 1178   | 83 |
| 12.12.2012 | 18:00 | Asseco Resovia           | 3:0   | Arago de Sète            | 26:24 | 25:14 | 25:16 |       |       | 4000   | 84 |

### Faza play-off

#### Runda 12
| Data                                                                         | Godz. | Drużyna 1                | Wynik | Drużyna 2                  | 1     | 2     | 3     | 4     | 5     | Widzów | * |
| ---------------------------------------------------------------------------- | ----- | ------------------------ | ----- | -------------------------- | ----- | ----- | ----- | ----- | ----- | ------ | - |
| 16.01.2013                                                                   | 19:30 | Berlin Recycling Volleys | 2:3   | Zenit Kazań                | 25:27 | 25:23 | 25:17 | 16:25 | 16:18 | 6821   |   |
| 22.01.2013                                                                   | 19:00 | Berlin Recycling Volleys | 2:3   | Zenit Kazań                | 15:25 | 25:21 | 30:28 | 13:25 | 14:16 | 4900   |   |
|                                                                              |       |                          |       |                            |       |       |       |       |       |        |   |
| 15.01.2013                                                                   | 18:00 | Dinamo Moskwa            | 3:2   | Itas Diatec Trentino       | 25:21 | 25:23 | 20:25 | 17:25 | 15:12 | 3000   |   |
| 23.01.2013                                                                   | 20:30 | Dinamo Moskwa            | 0:31  | Itas Diatec Trentino       | 19:25 | 18:25 | 12:25 |       |       | 3557   |   |
|                                                                              |       |                          |       |                            |       |       |       |       |       |        |   |
| 16.01.2013                                                                   | 20:30 | ZAKSA Kędzierzyn-Koźle   | 3:0   | Noliko Maaseik             | 25:16 | 29:27 | 27:25 |       |       | 2400   |   |
| 22.01.2013                                                                   | 20:30 | ZAKSA Kędzierzyn-Koźle   | 3:2   | Noliko Maaseik             | 22:25 | 25:18 | 18:25 | 33:31 | 15:13 | 2700   |   |
|                                                                              |       |                          |       |                            |       |       |       |       |       |        |   |
| 15.01.2013                                                                   | 19.00 | Arkas Spor               | 1:3   | PGE Skra Bełchatów         | 22:25 | 25:23 | 20:25 | 13:25 |       | 4000   |   |
| 23.01.2013                                                                   | 18.00 | Arkas Spor               | 3:22  | PGE Skra Bełchatów         | 25:14 | 21:25 | 25:22 | 18:25 | 20:18 | 11800  |   |
|                                                                              |       |                          |       |                            |       |       |       |       |       |        |   |
| 15.01.2013                                                                   | 18:00 | Asseco Resovia Rzeszów   | 0:3   | Lube Banca Marche Macerata | 23:25 | 24:26 | 19:25 |       |       | 4500   |   |
| 23.01.2013                                                                   | 20:30 | Asseco Resovia Rzeszów   | 1:3   | Lube Banca Marche Macerata | 23:25 | 18:25 | 25:23 | 18:25 |       | 1970   |   |
|                                                                              |       |                          |       |                            |       |       |       |       |       |        |   |
| 15.01.2013                                                                   | 18:00 | ACH Volley Lublana       | 0:3   | Bre Banca Lannutti Cuneo   | 23:25 | 17:25 | 23:25 |       |       | 3750   |   |
| 22.01.2013                                                                   | 20:30 | ACH Volley Lublana       | 1:3   | Bre Banca Lannutti Cuneo   | 16:25 | 21:25 | 26:24 | 16:25 |       | 1066   |   |
|                                                                              |       |                          |       |                            |       |       |       |       |       |        |   |
| Po lewej gospodarze pierwszych meczów. 1 złoty set: 15:12 2 złoty set: 15:12 |       |                          |       |                            |       |       |       |       |       |        |   |

#### Runda 6
| Data                                                     | Godz. | Drużyna 1                  | Wynik | Drużyna 2                | 1     | 2     | 3     | 4     | 5    | Widzów | * |
| -------------------------------------------------------- | ----- | -------------------------- | ----- | ------------------------ | ----- | ----- | ----- | ----- | ---- | ------ | - |
| 06.02.2013                                               | 19:00 | Zenit Kazań                | 3:0   | Dinamo Moskwa            | 25:19 | 25:22 | 25:18 |       |      | 4700   |   |
| 13.02.2012                                               | 19:00 | Zenit Kazań                | 3:0   | Dinamo Moskwa            | 25:23 | 25:18 | 25:22 |       |      | 3000   |   |
|                                                          |       |                            |       |                          |       |       |       |       |      |        |   |
| 05.02.2013                                               | 18:00 | ZAKSA Kędzierzyn-Koźle     | 3:2   | Arkas Spor               | 25:19 | 22:25 | 25:20 | 22:25 | 15:9 | 2860   |   |
| 12.02.2013                                               | 19:00 | ZAKSA Kędzierzyn-Koźle     | 3:1   | Arkas Spor               | 25:23 | 25:21 | 21:25 | 25:19 |      | 5300   |   |
|                                                          |       |                            |       |                          |       |       |       |       |      |        |   |
| 06.02.2013                                               | 20:30 | Lube Banca Marche Macerata | 3:0   | Bre Banca Lannutti Cuneo | 25:17 | 25:17 | 25:22 |       |      | 2230   |   |
| 13.02.2013                                               | 20:30 | Lube Banca Marche Macerata | 2:31  | Bre Banca Lannutti Cuneo | 17:25 | 19:25 | 25:22 | 25:21 | 8:15 | 2853   |   |
|                                                          |       |                            |       |                          |       |       |       |       |      |        |   |
| Po lewej gospodarze pierwszych meczów. 1 złoty set: 7:15 |       |                            |       |                          |       |       |       |       |      |        |   |

### Final Four
|  | Półfinały                | Półfinały | Półfinały | Półfinały | Półfinały | Półfinały | Półfinały | Półfinały |  |  |  | Finały                   | Finały | Finały | Finały | Finały | Finały | Finały | Finały |
|  |                          |           |           |           |           |           |           |           |  |  |  |                          |        |        |        |        |        |        |        |
|  |                          |           |           |           |           |           |           |           |  |  |  |                          |        |        |        |        |        |        |        |
|  |                          |           |           |           |           |           |           |           |  |  |  |                          |        |        |        |        |        |        |        |
|  | Lokomotiw Nowosybirsk    | 3         |           |           |           |           |           |           |  |  |  |                          |        |        |        |        |        |        |        |
|  | Zenit Kazań              | 2         |           |           |           |           |           |           |  |  |  |                          |        |        |        |        |        |        |        |
|  |                          |           |           |           |           |           |           |           |  |  |  | Lokomotiw Nowosybirsk    | 3      |        |        |        |        |        |        |
|  |                          |           |           |           |           |           |           |           |  |  |  | Bre Banca Lannutti Cuneo | 2      |        |        |        |        |        |        |
|  | ZAKSA Kędzierzyn-Koźle   | 2         |           |           |           |           |           |           |  |  |  |                          |        |        |        |        |        |        |        |
|  | Bre Banca Lannutti Cuneo | 3         |           |           |           |           |           |           |  |  |  |                          |        |        |        |        |        |        |        |
|  |                          |           |           |           |           |           |           |           |  |  |  | Zenit Kazań              | 3      |        |        |        |        |        |        |
|  |                          |           |           |           |           |           |           |           |  |  |  | ZAKSA Kędzierzyn-Koźle   | 1      |        |        |        |        |        |        |

#### Półfinały
| Data       | Godz. | Drużyna 1              | Wynik | Drużyna 2                | 1     | 2     | 3     | 4     | 5     | Widzów | * |
| ---------- | ----- | ---------------------- | ----- | ------------------------ | ----- | ----- | ----- | ----- | ----- | ------ | - |
| 16.03.2012 | 10:30 | Lokomotiw Nowosybirsk  | 3:2   | Zenit Kazań              | 19:25 | 25:20 | 22:25 | 25:16 | 15:12 | 5200   |   |
| 16.03.2012 | 13:30 | ZAKSA Kędzierzyn-Koźle | 2:3   | Bre Banca Lannutti Cuneo | 26:24 | 20:25 | 20:25 | 25:23 | 10:15 | 4200   |   |

#### Mecz o 3. miejsce
| Data       | Godz. | Drużyna 1   | Wynik | Drużyna 2              | 1     | 2     | 3     | 4     | 5 | Widzów | * |
| ---------- | ----- | ----------- | ----- | ---------------------- | ----- | ----- | ----- | ----- | - | ------ | - |
| 17.03.2012 | 11:30 | Zenit Kazań | 3:1   | ZAKSA Kędzierzyn-Koźle | 25:22 | 22:25 | 25:20 | 25:17 |   | 5300   |   |

#### Finał
| Data       | Godz. | Drużyna 1             | Wynik | Drużyna 2                | 1     | 2     | 3     | 4     | 5     | Widzów | * |
| ---------- | ----- | --------------------- | ----- | ------------------------ | ----- | ----- | ----- | ----- | ----- | ------ | - |
| 17.03.2012 | 14:30 | Lokomotiw Nowosybirsk | 3:2   | Bre Banca Lannutti Cuneo | 22:25 | 26:24 | 25:23 | 20:25 | 16:14 | 5400   |   |

#### Nagrody indywidualne
| Najlepszy zawodnik (MVP)               | Najlepszy punktujący                   | Najlepszy atakujący                      | Najlepszy blokujący     | Najlepszy zagrywający                         | Najlepszy przyjmujący         | Najlepszy libero                             | Najlepszy rozgrywający                   |
| -------------------------------------- | -------------------------------------- | ---------------------------------------- | ----------------------- | --------------------------------------------- | ----------------------------- | -------------------------------------------- | ---------------------------------------- |
| Marcus Nilsson (Lokomotiw Nowosybirsk) | Marcus Nilsson (Lokomotiw Nowosybirsk) | Antonin Rouzier (ZAKSA Kędzierzyn-Koźle) | David Lee (Zenit Kazań) | Felipe Luiz Fonteles (ZAKSA Kędzierzyn-Koźle) | Jurij Bierieżko (Zenit Kazań) | Daniele De Pandis (Bre Banca Lannutti Cuneo) | Aleksandr But´ko (Lokomotiw Nowosybirsk) |

## Klasyfikacja końcowa
| Miejsce | Drużyna                  |
| ------- | ------------------------ |
| złoto   | Lokomotiw Nowosybirsk    |
| srebro  | Bre Banca Lannutti Cuneo |
| brąz    | Zenit Kazań              |
| 4.      | ZAKSA Kędzierzyn-Koźle   |